# Hylocelis diabloensis
Hylocelis diabloensis is een platworm (Platyhelminthes). De worm is tweeslachtig. De soort leeft in het zoute water.
Het geslacht Hylocelis, waarin de platworm wordt geplaatst, wordt tot de familie Cryptocelidae gerekend. De wetenschappelijke naam van de soort werd voor het eerst geldig gepubliceerd in 2003 door Bulnes, Faubel & Ponce de Leon.